# Bruno Pasqualini
Bruno Pasqualini (30 de octubre de 1973) es un deportista italiano que compitió en remo. Ganó tres medallas en el Campeonato Mundial de Remo entre los años 1999 y 2004.

## Palmarés internacional
| Campeonato Mundial | Campeonato Mundial      | Campeonato Mundial | Campeonato Mundial      |
| Año                | Lugar                   | Medalla            | Prueba                  |
| ------------------ | ----------------------- | ------------------ | ----------------------- |
| 1999               | St. Catharines (Canadá) | Medalla de bronce  | Ocho con timonel ligero |
| 2002               | Sevilla (España)        | Medalla de oro     | Ocho con timonel ligero |
| 2004               | Bañolas (España)        | Medalla de plata   | Ocho con timonel ligero |